# Sándor Ivády
Sándor Béla Gábor Ivády (Budapest, 1º maggio 1903 – Vienna, 21 dicembre 1998) è stato un pallanuotista ungherese, vincitore di una medaglia d'oro all'olimpiade di Los Angeles 1932 ed una d'argento ad Amsterdam 1928.